# Labiodagmarita
Labiodagmarita es un género de foraminífero bentónico de la Subfamilia Dagmaritinae, de la Familia Globivalvulinidae, de la Superfamilia Globivalvulinoidea, del Suborden Endothyrina, del Orden Endothyrida, de la Subclase Fusulinana y de la Clase Fusulinata. Su especie tipo es Labiodagmarita vasleti. Su rango cronoestratigráfico abarca el Lopingiense (Pérmico superior).

## Discusión
Clasificaciones previas hubiesen incluido Labiodagmarita en la Subfamilia Dagmaritinae, de la Familia Biseriamminidae, de la Superfamilia Palaeotextularioidea, del Suborden Fusulinina y del Orden Fusulinida. Clasificaciones más recientes incluían Labiodagmarita en la Superfamilia Biseriamminoidea.

## Clasificación
Labiodagmarita incluye a la siguiente especie:
- Labiodagmarita vasleti †